# Willis Thomas
Willis Thomas, detto Lefty (1937), è un ex cestista statunitense, professionista nella ABA.